# Jessica Stroup
Jessica Leigh Stroup (23. listopada 1986.) je američka glumica. Najpoznatija je po ulozi Erin Silver u TV seriji "90210", kao i po filmovima "Maturalna večer" i "Brda imaju oči 2".